# Kidnaper
Kidnaper (tytuł oryg. Bang fei) – singapurski dreszczowiec akcji w reżyserii Kelvina Tonga, którego premiera odbyła się 10 marca 2010 roku.
W 2010 roku podczas 14. edycji Puchon International Fantastic Film Festival Kelvin Tong był nominowany do nagrody Best of Puchon.

## Fabuła
40-letni taksówkarz Ah Huat (Christopher Lee) po opuszczeniu przez żonę zaniedbuje swojego syna Wei Sianga (Jerald Tan). Wei Sang przez pomyłkę zostaje wzięty za kogoś innego i uprowadzony z centrum handlowego. Porywacz Ah Hu (Jack Lim) torturuje chłopaka i żąda okupu w wysokości miliona dolarów. Ojciec robi wszystko by zapłacić całą sumę, jednak porywacz zmienia warunki i domaga się większej liczby pieniędzy. Wściekły Huat mszcząc się porywa dziecko Hu.

## Obsada
Źródło: Filmweb
- Christopher Lee – Ah Huat
- Jack Lim – Ah Hu
- Regene Lim – Sun Jia Wei
- Phyllis Quek – Pani Sun
- Jerald Tan – Wei Siang